# حق ارتفاق
حق ارتفاق حقی است برای شخص، در ملک دیگری.

## معنی لغوی
ارتفاق در لغت به معنای تکیه کردن بر آرنج، از چیزی یاری گرفتن در رفاقت کردن است.

## در قانون مدنی
در اصطلاح حقوقی نیز حق ارتفاق عبارت از حق ملکی در ملک دیگری است، برای کمال استفاده از ملک دارنده این حق.
حقوقدانان در تعریف حق ارتفاق می‌گویند، حق ارتفاق حقی است که به موجب آن صاحب ملکی به اعتبار مالکیت خود، می‌تواند از ملک دیگری استفاده کند. مانند حق عبور، یا ناودان یا حق داشتن پنجره؛ مثلاً کسی برای آبیاری یا رفتن به ملک خود، می‌تواند از ملک دیگری عبور نماید. این حق از آثار مالکیت است.

## خصوصیات حق ارتفاق
- حق ارتفاق قائم به ملک است و اختصاص به زمین دارد؛ یعنی اینکه به سود مالک زمین خاصی برقرار می‌شود و هر کسی که مالک زمینی شد، می‌تواند از این حق استفاده کند و به‌طور معمولی حق ارتفاق در دو زمین متصل و نزدیک به هم به وجود می‌آید.
- حق ارتفاق تابع ملک و فرع بر مالکیت زمین است؛ به این معنی که نمی‌توان آن را جداگانه به دیگری انتقال داد، و همواره با زمین منتقل می‌شود.
- حق ارتفاق دائمی است؛ اگر چه مالک می‌تواند برای مدت محدودی برای دیگری حق ارتفاق ایجاد کند.
- حق ارتفاق قابل تقسیم نیست؛ منظور این است که اگر حق ارتفاق به سود ملکی مشاع (مشترک) برقرار شده باشد، پس از تقسیم ملک، حق ارتفاق فقط به سود یکی نخواهد بود، و هر کدام به‌طور مستقل حق استفاده از این حق را خواهند داشت همان‌طور که ماده ۱۰۳ قانون مدنی بیانگر آن است.[۴]

## تفاوت حق ارتفاق با حق انتفاع
به‌طور کلی می‌توان فرقهای حق ارتفاق و حق انتفاع را در موارد ذیل بیان کرد:
- حق ارتفاق اختصاص به غیرمنقول دارد؛ ولی حق انتفاع ممکن است به مال منقول یا غیرمنقول اختصاص یابد.
- حق ارتفاق برای ملک است ولی حق انتفاع برای شخص.
- حق ارتفاق دائمی است لیکن حق انتفاع جز در موارد خاص، موقت است.

## اسباب ایجاد حق ارتفاق
حق ارتفاق با شیوه‌های ذیل ایجاد می‌شود:
- قرارداد؛ که به‌طور معمول حق ارتفاق با همین شیوه ایجاد می‌شود همانطوری که ماده ۹۴ قانون مدنی در این زمینه مقرر می‌دارد که صاحبان املاک می‌توانند در ملک خود هر حقی را که بخواهند نسبت به دیگری ایجاد کنند. پس مالک زمین و ملک می‌تواند، با قراردادی حق عبور یا حقوق دیگری را به شخصی واگذار کند.
- قانون؛ ممکن است حق ارتفاق ناشی از حکم مستقیم قانون و مربوط به وضع طبیعی املاک باشد؛ مثلاً زمینی که بالاتر از زمین دیگر است، بر حسب طبیعت که قانون نیز آن را محترم می‌شمارد؛ دارای حق ارتفاق برای فاضلاب و آب باران نسبت به زمین پائین‌تر است[۵]
- ممکن است بدون قرارداد یا بدون حکم قانون نیز از طریق اذن در استفاده به عنوان ممر و مجری در ملک دیگری، حق ارتفاق به وجود بیاید. بشرطی که از زمان اذن مدت زیادی گذشته باشد و این حق در ملک برای دیگری تثبیت گردد.

## ماده‌های قانونی حق ارتفاق در قانون ایران
در ایران صراحتاً در متن قانون مدنی به حق ارتفاق اشاره کرده‌است. برای مشاهده ماده قانونی حق ارتفاق باید به مفاد ۹۵ و ۹۷ قانون مدنی مراجعه کرد:
هر گاه زمین یا خانه کسی مجرای فاضلاب یا آب باران زمین یا خانه دیگری بوده‌است صاحب آن خانه یا زمین نمی‌تواند جلوگیری از آن کند مگر در صورتی که عدم استحقاق او معلوم شود.
هر گاه کسی از قدیم در خانه یا ملک دیگری مجرای آب به ملک خود یا حق مرور داشته صاحب خانه یا ملک نمی‌تواند مانع آب بردن یا عبور او از ملک خود شود و همچنین است سایر حقوق از قبیل حق داشتن در و شبکه و ناودان و حق شرب و غیره.

## جُستارهای وابسته
حق انتفاع